# Jörd
Jörd je v nordijski mitologiji Thorova mati, velikanka, ki je bila tudi boginja zemlje.